# Olenecamptus nigromaculatus
Olenecamptus nigromaculatus là một loài bọ cánh cứng trong họ Cerambycidae.